# Rancho Paraíso
Rancho Paraíso är en ort i Mexiko.   Den ligger i kommunen Jiutepec och delstaten Morelos, i den sydöstra delen av landet, 60 km söder om huvudstaden Mexico City. Rancho Paraíso ligger 1 343 meter över havet och antalet invånare är 315.
Terrängen runt Rancho Paraíso är huvudsakligen kuperad, men åt sydväst är den platt. Terrängen runt Rancho Paraíso sluttar söderut. Runt Rancho Paraíso är det mycket tätbefolkat, med 3 134 invånare per kvadratkilometer. Närmaste större samhälle är Cuernavaca, 10,3 km nordväst om Rancho Paraíso. Omgivningarna runt Rancho Paraíso är en mosaik av jordbruksmark och naturlig växtlighet.